# AN-22 (核爆弾)
AN-22はフランスが開発した核爆弾。AN-11に次いで開発されたフランスで2番目の核兵器である。プルトニウムのみを用いた原子爆弾であり、核出力は60から70kt。無誘導爆弾であり、航空機から投下される。投下速度減速装置としてパラシュートを有する。重量は計画時に1.4tもあったが、量産時には700kgまで軽量化された。
1967年から部隊配備が開始され、AN-11を更新した。運用機体としてミラージュIV爆撃機が使われた。1988年7月1日までにASMPに更新し、退役している。総生産数は40発。